# Академија за албанолошке студије
Академија за албанолошке студије (алб. Akademia e Studimeve Albanologjike) је главна институција албанологије у Албанији.

## Историја
Почела је као део реконструкције и модернизације албанског академског и универзитетског система. Одлуку је донела Влада Албаније у августу 2007. године. Настала је спајањем четири постојеће институције: Института за археологију, Института за лингвистику и књижевност, Института за историју и Института за културну антропологију и студије уметности, са две истраживачке јединице: Студије уметности и Албанске енциклопедије које су некада припадале Албанској академији наука.
Реорганизована је 10. марта 2008. године у научноистраживачки институт и добила је статус међууниверзитетског органа. Наследила је стручни кадар и богату архиву од великог значаја. Поред истраживања из области историје, археологије, културне антропологије, студија уметности, лингвистике, књижевности и др, део фокуса рада је истраживање, евалуација, конзервација и промоција материјалног и духовног наслеђа албанске културе, како прошле тако и садашње. Једанн је од кључних албанолошких института. Такође нуди мастер и докторске курсеве и студије из свих области које институт покрива.